# Jan Schouten (glazenier)
Johannes Lourens (Jan) Schouten (Gouwsluis, 14 december 1852 - Delft, 4 augustus 1937) was een Nederlandse ingenieur en glazenier. 

## Biografie
Schouten werd in 1852 in Gouwsluis bij Alphen aan den Rijn geboren als zoon van de mast- en zeilmaker Gotlieb Cornelis Schouten en Sophia Charlotte Hoos. Na zijn middelbareschoolopleiding studeerde hij aan de Polytechnische School te Delft. Achtereenvolgens  behaalde hij in 1882 het diploma civielkundig ingenieur en in 1885 bouwkundig ingenieur.  Zijn belangstelling voor de glasschilderkunst werd gewekt door de docenten Eugen Gugel en Adolf le Comte  aan de polytechnische school. In 1889 stichtte Schouten een eigen glasatelier aan de Schoolstraat in Delft. Van 1891 tot 1937 was dit atelier voor gebrandschilderd glas 't Prinsenhof gevestigd in het Prinsenhof in Delft. Aan dit atelier wist hij ontwerpers en glazenier als Herman Veldhuis, Dirk Boode en Lucas Knoll te verbinden. In 1900 werd zijn werk op de wereldtentoonstelling in Parijs bekroond met een gouden medaille.

## Werk

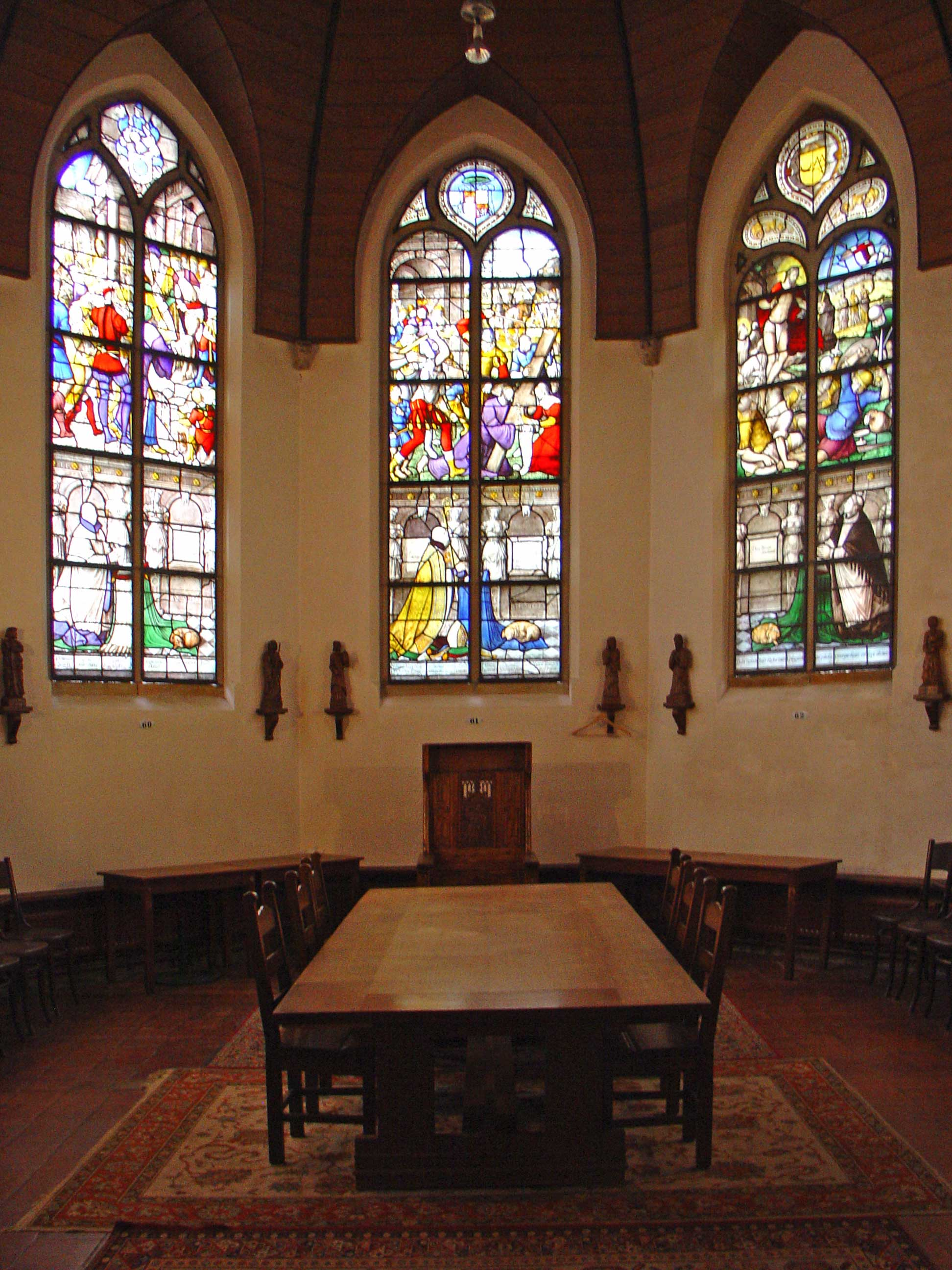
Drie van de door Schouten en zijn ateliergenoten gerestaureerde ramen in de Van der Vormkapel van de Goudse Sint-Janskerk

Zijn eerste grote opdracht was de restauratie van een venster in de Nieuwe Kerk van Amsterdam.  Daarna maakte hij naam met de restauratie van de gebrandschilderde glazen van de Goudse Sint-Janskerk, een project waaraan hij en zijn ateliergenoten meer dan 35 jaar aan hebben gewerkt. Ook ramen in andere kerken, zoals de Oude Kerk te Amsterdam, de Grote of Sint-Jacobskerk te Den Haag en de Grote of Sint-Bavokerk te Haarlem werden door Schouten en zijn medewerkers gerestaureerd.
Voor gebouwen als het Vredespaleis te Den Haag, het Rijksmuseum te Amsterdam, de Nieuwe Kerk te Delft, Huize Mellard te Den Haag, en De Inktpot te Utrecht ontwierp atelier 't Prinsenhof nieuwe gebrandschilderde ramen, alsmede voor de Domtoren te Utrecht. De 22 ramen van Station Maastricht uit 1915 zijn in de Tweede Wereldoorlog verloren gegaan.
Schouten maakte 118 ramen voor het in 1918 gebouwde landhuis Eemwijk te Voorburg, in opdracht van eigenaar Cornelis Blad.

## Tegels
Schouten was verzamelaar van Hollandse tegels. In 1920 is zijn verzameling toegevoegd aan de collectie van het Museum Lambert van Meerten. Samen met Adolf le Comte heeft Schouten een belangrijke rol gespeeld bij de totstandkoming van dit museum. Enkele van de glas-in-loodramen in dit museum zijn ook door Schouten vervaardigd naar een ontwerp van Le Comte.
Schouten was getrouwd met Petronella Johanna van Rinsum. Hij overleed in augustus 1937 op 84-jarige leeftijd in zijn woonplaats Delft. Hij werd op zaterdag 7 augustus 1937 onder grote belangstelling begraven op de begraafplaats Jaffa in Delft.
- Biografisch Portaal: 68523892
- Gemeinsame Normdatei: 1033451274
- International Standard Name Identifier: 0000 0000 5239 3361
- Library of Congress Control Number: nr97042284
- Nederlandse Thesaurus van Auteursnamen: 074479520
- RKD-Nederlands Instituut voor Kunstgeschiedenis: 90095
- Virtual International Authority File: 14679321
- WorldCat: E39PBJmxWQF6p8B6CxPc6T6BT3